# Muhammad VII (Husajnidzi)
Muhammad VII (ur. 4 marca 1881, zm. 1 września 1948, ar. محمد المنصف باي) – bej Tunisu, panował od 19 czerwca 1942 do 15 maja 1943 roku.
Urodził się jako syn beja Muhammada V. Muhammad objął władzę po śmierci kuzyna Ahmada II. W 1942 roku poparł usuwanie władz francuskich. Współpracował z rządem Vichy, za co został 15 maja 1943 roku zdetronizowany przez Francuzów, gdy ci odzyskali kontrolę nad Tunezją. Abdykował 6 lipca. Jego następcą został kuzyn, Muhammad VIII.
Muhammad został zesłany do jednej z rezydencji w południowej Algierii, a następnie w 1945 roku do Pau we Francji. Tam też zmarł 1 września 1948 roku.